# Gregorio di Benevento
Gregorio (... – 739) è stato un duca longobardo, duca di Benevento dal 732 al 739.

## Biografia
Era duca di Chiusi, nipote di Liutprando, che lo nominò altresì duca di Benevento nel 732 o nel 733, dopo aver deposto sia l'usurpatore Audelais che l'altro nipote Gisulfo II, che era in minore età. Governò il "populus Samnitorum", come Paolo Diacono chiama i Beneventani, per sette anni. Si sposò con Giselperga e morì nel 739 o 740. Egli è ricordato in alcune iscrizioni epigrafiche chiusine (provenienti dalla basilica di Santa Mustiola fuori le mura, ristrutturata per volontà di Gregorio), di epoca longobarda, come aptus ubique, cioè duca sia di Chiusi sia di Benevento e in grado di onorare ambedue le cariche.